# Grautoko
Der Grautoko (Lophoceros nasutus, Synonym: Tockus nasutus), auch Weißschopftoko genannt, ist eine Vogelart, die zu den Nashornvögeln (Bucerotidae) gehört und in weiten Teilen Subsahara-Afrikas vorkommt. Es werden mehrere Unterarten unterschieden. Wie alle Tokos ist auch der Grautoko ein Höhlenbrüter. Das Weibchen mauert sich während der Brutperiode in einer Baumhöhle ein und brütet dort die Eier aus, während das Männchen Futter heranträgt. Es werden in dem großen afrikanischen Verbreitungsgebiet mehrere Unterarten unterschieden.
Die Bestandssituation des Grautokos wurde 2016 in der Roten Liste gefährdeter Arten der IUCN als „Least Concern (LC)“ = „nicht gefährdet“ eingestuft.

## Merkmale
Grautokos erreichen eine Körperlänge von bis zu 45 Zentimeter und sind damit eine der kleineren Tokoarten. Der Schnabel hat bei den Männchen eine Länge von 8,9 bis 12 Zentimeter, bei den Weibchen von 6,9 bis 9,7 Zentimeter. Die Männchen erreichen ein Gewicht von 220 bis 258 Gramm, die Weibchen wiegen zwischen 163 und 215 Gramm.

### Merkmale der Nominatform

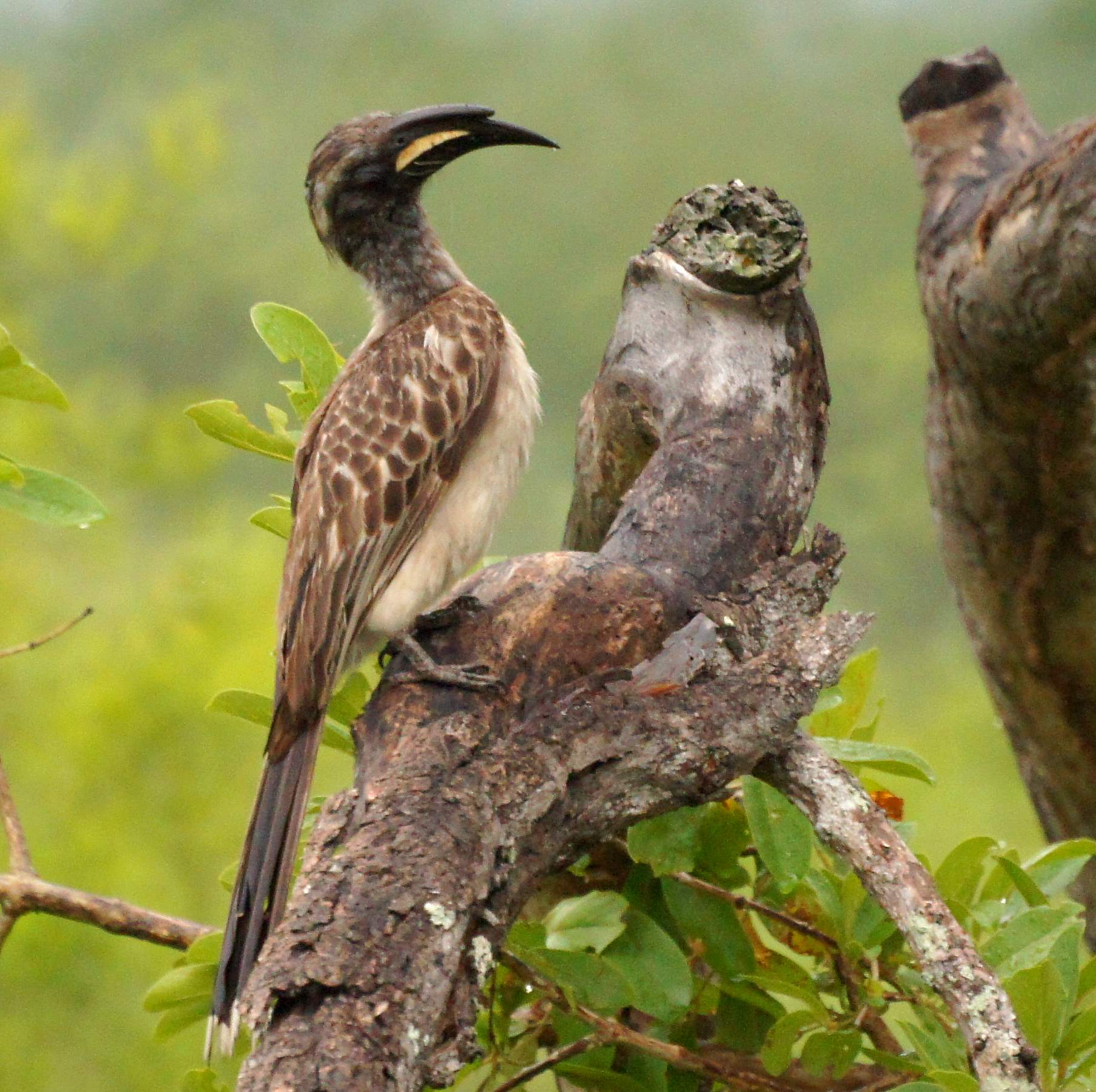
Grautoko (Lophoceros nasutus), Männchen

Die Männchen sind an Kopf und Hals dunkelgrau. Ein breiter heller Streifen verläuft von oberhalb des Auges bis zum Nacken. Der Rücken ist blassblauen mit einer weißen Strichzeichnung in der Mitte. Der Schwanz ist schwarzbraun, alle Steuerfedern bis auf das mittlere weisen eine weiße Spitze auf. Die Körperunterseite ist weißlich mit einer blassen braunen Überwaschung, die besonders deutlich auf der Vorderbrust ist. Die Schwungfedern sind rußbraun mit isabellfarbenen Spitzen und Säumen an den Außenfahnen. Die Flügeldecken sind dunkelbraun mit isabellfarbenen Säumen. Der Schnabel ist schwarz mit einem weißen Fleck nahe der Basis des Oberschnabels und einer weißen Längszeichnung über die Basis des Unterschnabels. Das Horn ist nicht sonderlich groß und endet etwa in der Mitte des Schnabels. Der unbefiederte Orbitalring und die nackte Kehlhaut sind dunkelbraun. Die Augen sind rotbraun, die Beine und Füße sind rußbraun.
Weibchen entsprechen den Männchen im Körpergefieder, sind aber etwas kleiner. Der Schnabel ist kleiner mit einem kleineren Horn. Der Schnabel ist dunkelrot, das kleine Horn und die hintere Schnabelhälfte sind blassgelb. Wie das Männchen hat auch das Weibchen eine Querzeichnung auf der unteren Schnabelhälfte. Die nackte Kehlhaut ist bei ihr blassgrün. Die Jungvögel gleichen den adulten Weibchen, haben aber einen kleineren Schnabel und sind in ihrem Gefieder einheitlicher dunkler.

### Merkmale der einzelnen Unterarten

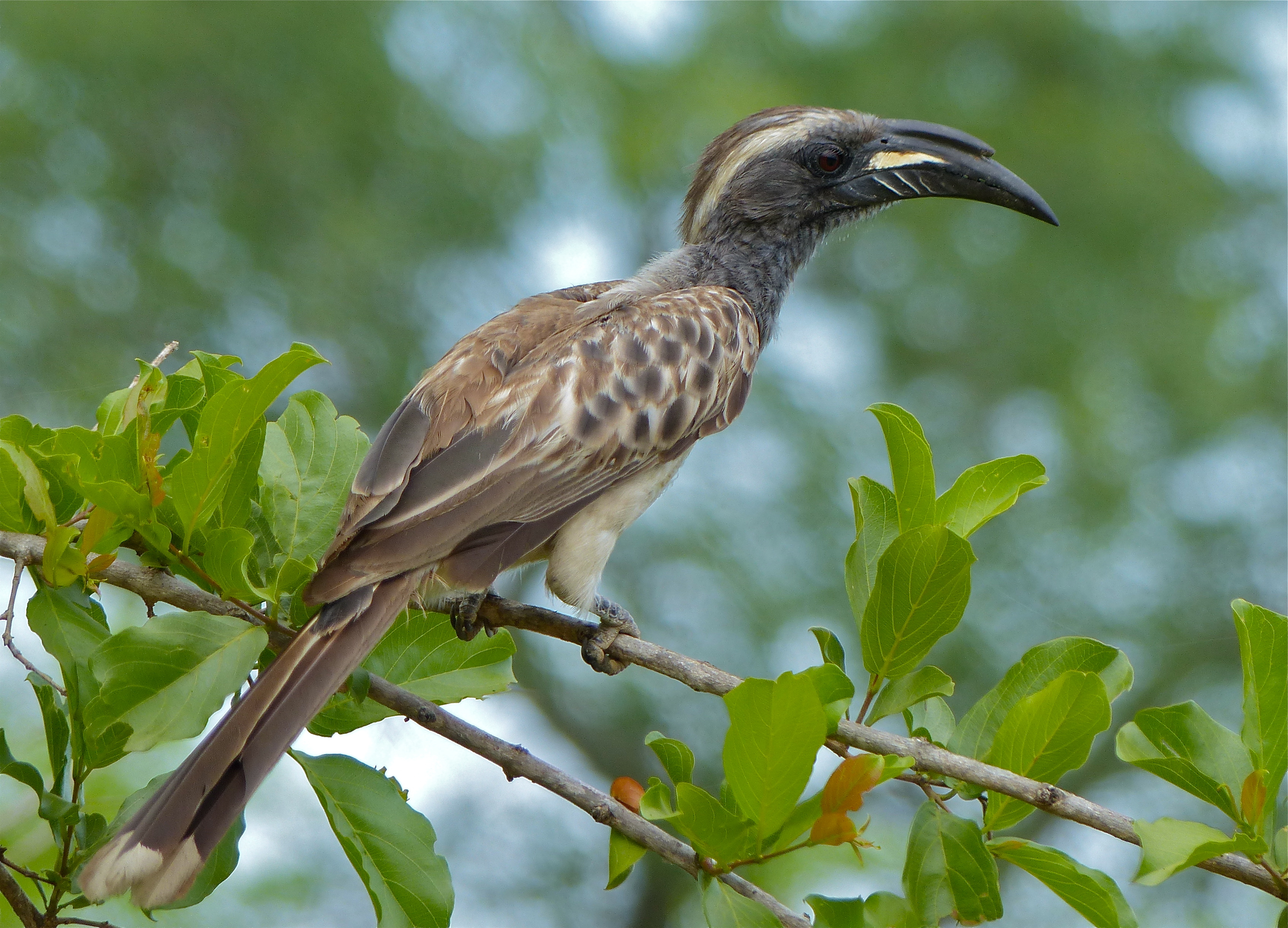
Grautoko, Männchen

Es werden neben der Nominatform drei weitere Unterarten unterschieden, die sich durch folgende Merkmale abgrenzen:
- Lophoceros nasatus ephirinus (Sundevall, 1850): Kommt im Süden des Verbreitungsgebietes vor. Etwas kleiner als die Nominatform, schmale blasse Säume an den Schwingen und den Schwanzfedern. Beim Männchen ist das Horn etwas stärker ausgebildet.
- Lophoceros nasatus forskalii (Hemprich und Ehrenberg, 1833): Kommt auf der Arabischen Halbinsel vor und unterscheidet sich von der Nominatform durch die dunklere Körperoberseite und eine etwas größere Körpergröße.
- Lophoceros nasatus dorsalis (Sanft, 1954): Verbreitungsgebiet im ariden Südwest-Afrika. Zeichnet sich durch eine blassere Körperoberseite aus.

Inwieweit eine Unterscheidung in insgesamt vier verschiedene Unterarten gerechtfertigt ist, ist noch nicht entschieden. Diskutiert wird auch eine Aufteilung, bei der L. n. forskalii in der Nominatform mit abgebildet wird und die Unterart L. n. dorsalis als Teil der Unterart L. n. ephirinus aufgefasst wird.

### Stimme
Der Grautoko gibt hohe, langgezogene Pfeillaute von sich. Der revieranzeigende Ruf wird lautmalerisch mit pi pi pi pi pipipieu pipipieu pipipieu umschrieben.

### Verwechselungsmöglichkeiten

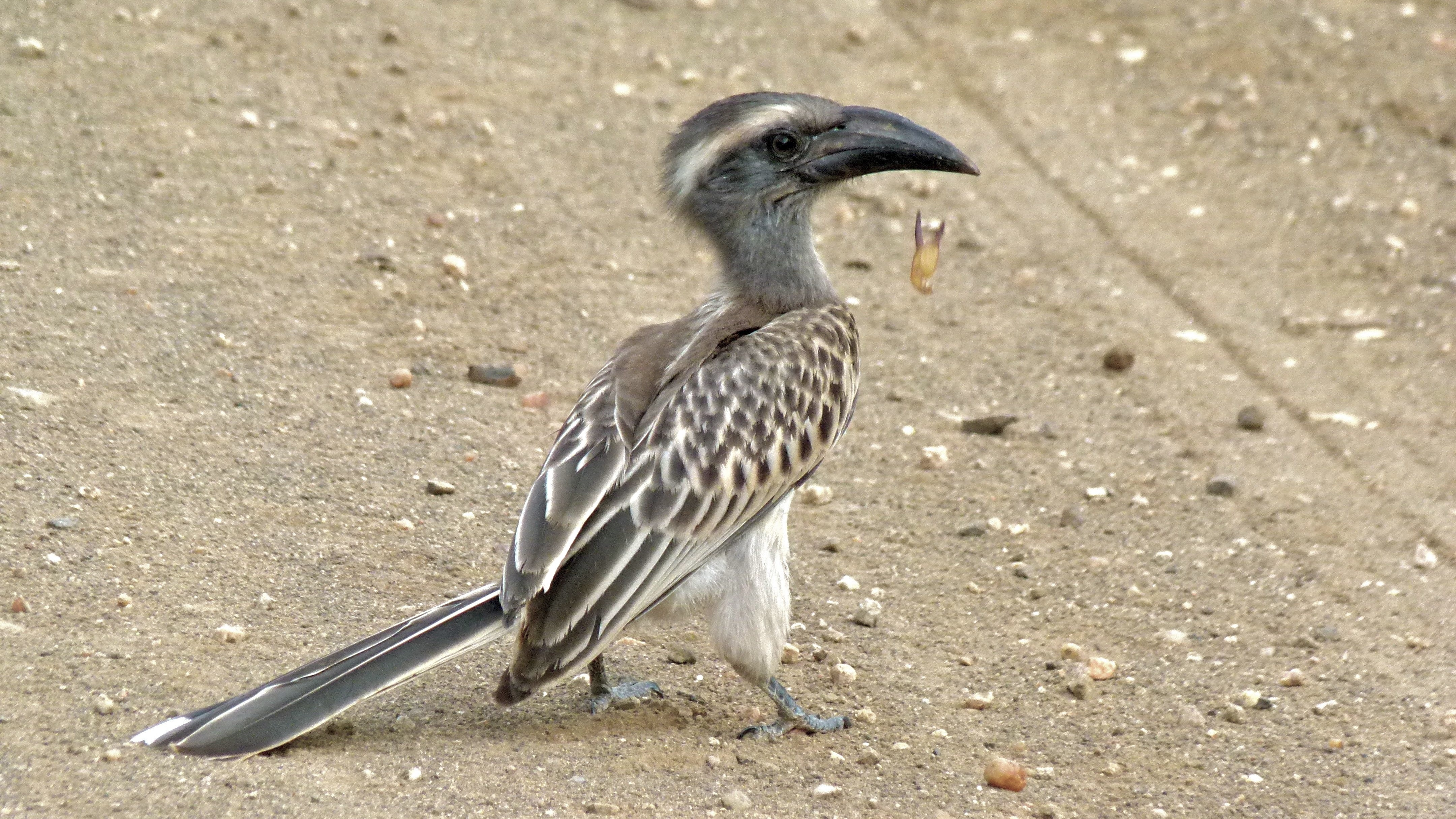
Grautoko, Jungvogel

In Teilen des Verbreitungsgebietes des Grautokos kommen drei weitere Toko-Arten vor, mit denen der Grautoko verwechselt werden kann.
Der Blassschnabeltoko ist im Aussehen dem Grautoko sehr ähnlich und hat ein ähnliches Flugbild. Das Verbreitungsgebiet der beiden Arten überlappt sich jedoch nur in einem kleinen Teil von Zentralafrika und der Blassschnabeltoko hat einen hornfarbenen bis cremeweißen Schnabel. Ihm fehlt außerdem die weiße Strichelung auf dem Rücken.
Der Kronentoko hat ein dunkel rußbraunes Körpergefieder, gelbe Augen und einen auffallend rotorangen Schnabel. Der Überaugenstreif ist beim Kronentoko auch nicht so deutlich ausgebildet. Der Felsentoko unterscheidet sich vom Grautoko durch den orangeroten Schnabel.

## Verbreitung und Lebensraum

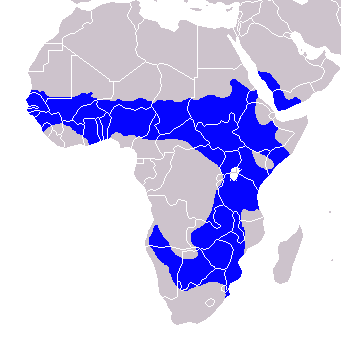
Verbreitungsgebiet des Grautokos

Der Grautoko ist südlich der Sahara weitverbreitet. Das Gebiet erstreckt sich vom Senegal im Westen bis nach Eritrea und Äthiopien im Osten und beinhaltet auch den Süden der arabischen Halbinsel entlang der Küste. Im östlichen Afrika reicht sein Verbreitungsgebiet über Uganda, Kenia, Südsomalia, Tansania, Sambia, Malawi, den Westen Mosambiks und Simbabwe bis in den Norden Südafrikas und zieht sich über Botswana und den Nordosten Namibias bis in den Süden Angolas.
Der Lebensraum sind eine Reihe von Waldhabitaten. Diese reichen von Halbwüsten mit einem schütteren Bestand an Bäumen sowie vereinzelten Dornbüschen bis offene Waldlandschaften mit einzelnen hohen Bäumen. Immergrüne Regenwälder meidet er. In seinem gesamten Verbreitungsgebiet ist er ein häufiger Vogel.
Innerhalb seines Verbreitungsgebietes kommt es immer wieder zu saisonalen Wanderungsbewegungen. Außerhalb der Brutzeit können sich dann lose Trupps von bis zu 100 Individuen, die auf der Suche nach geeigneten Nahrungsgründen im Verbreitungsgebiet umherschweifen. Im Süden der Sahara lassen sich dabei regelmäßige Nord-Südbewegungen feststellen. In Ghana und Nigeria ziehen sie im Zeitraum Mai bis Juni, wenn die Brutperiode abgeschlossen ist, nach Norden. Eine Südwärtsbewegung ist dort in den Monaten Oktober bis November festzustellen, wobei sich Trupps von bis zu 50 Individuen bilden. Im Süden Afrikas finden sie sich insbesondere in Dürrejahren auch im Grasland ein. Im Tal des Sambesis und in Südafrika gibt es saisonale Wanderungen zwischen Höhenlagen und Tiefebenen.

## Lebensweise

### Nahrung und Nahrungssuche

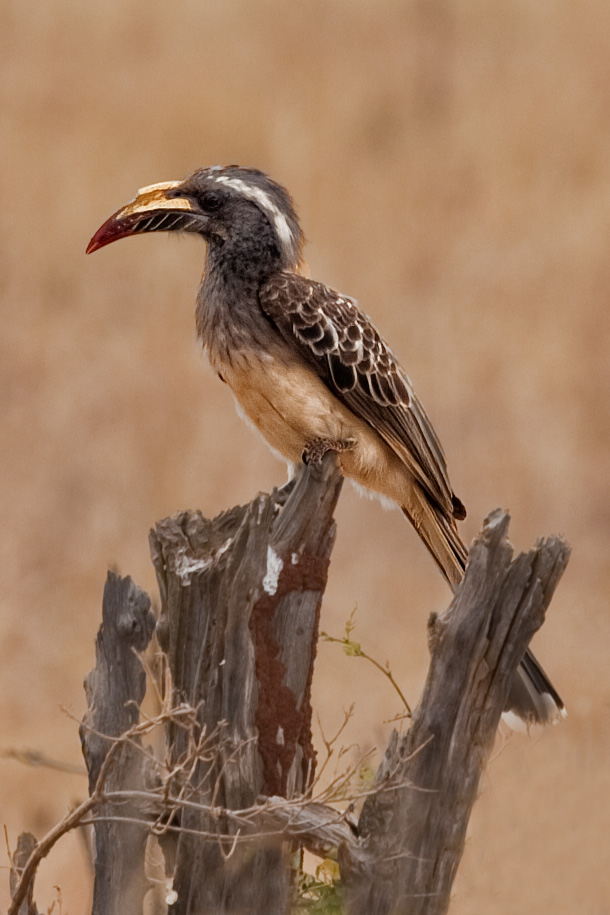
Grautoko, Weibchen, Serengeti

Der Grautoko ist omnivor, sein Nahrungsspektrum umfasst Insekten, kleine Reptilien, Eier und Nestlinge sowie Säugetiere, Früchte und Same.
Der Grautoko sucht typischerweise in Baumwipfeln nach Nahrung, nur etwa 20 bis 30 Prozent seines Nahrungsbedarfs findet er am Boden. Dieses Verhältnis kann jedoch regional variieren: In Kenia findet der Grautoko 80 Prozent seiner Nahrung am Boden und auch in Äthiopien, wo große Insekten eine große Rolle in der Nahrung spielen, ist er häufiger am Boden zu beobachten. Grundsätzlich sind Grautokos agile Flieger, die einen Teil ihrer Nahrung auch im Flug fangen. Dies ist beispielsweise dann der Fall, wenn Termiten fliegen. Auch große Bienen werden im Flug gefangen und von ihrem Giftstachel befreit. Grautokos sind auch in der Lage, Nagetiere und Walzenspinnen im Flug vom Boden aufzunehmen. Grautokos folgen außerdem Affen wie beispielsweise Paviane und Zebras sowie großen Vögeln, um die Insekten zu fangen, die durch diese aufgescheucht werden. Grautokos räubern gelegentlich auch die Nester von Webervögeln aus. Grautokos werden deswegen gelegentlich auch von kleineren Singvögeln gemobbt.
Kleine Wirbeltiere wie Chamäleons, Baumfrösche und Eidechsen spielen eine große Rolle bei der Deckung des Nahrungsbedarfes. Früchte werden besonders zu Beginn der Trockenzeit häufig gefressen. Zu den gefressenen Früchten zählen Feigen sowie die Früchte von Commiphora-Arten. Sie fressen die Samen von Akazien, aber auch eingeführte Pflanzen wie Erdnüsse.

### Fortpflanzung
Grautokos sind monogame Vögel und verteidigen während der Brutperiode ein Revier. Die Reviergröße ist abhängig von der Dichte an Bäumen. Der Zeitraum, in den die Brutperiode fällt, variiert stark mit dem jeweiligen Verbreitungsgebiet. In Südafrika fällt sie beispielsweise in die Monate September bis Dezember. Gewöhnlich fällt der Beginn der Fortpflanzungszeit mit dem Einsetzen der Regenzeit zusammen.
Zu Beginn der Brutperiode rufen die Paare vermehrt, dabei halten sie den Schnabel senkrecht nach oben. Das Paar inspiziert dann zunehmend Nisthöhlen und es kommt zu einer Balzfütterung, bei der das Männchen dem Weibchen im Schnabel einzelne Nahrungsteile anbietet. Das Weibchen beginnt dann zunächst von außen, die Nisthöhle abzudichten. Die Aufzucht der Jungvögel dauert 72 bis 86 Tage, dabei entfallen 24 bis 26 Tage auf die Bebrütung der Eier und 43 bis 49 Tage auf die Nestlingszeit der Jungvögel. Der Eiablage gehen zwischen 5 und 11 Tage voraus, während denen das Weibchen bereits in der Nisthöhle sitzt.

#### Nisthöhlen

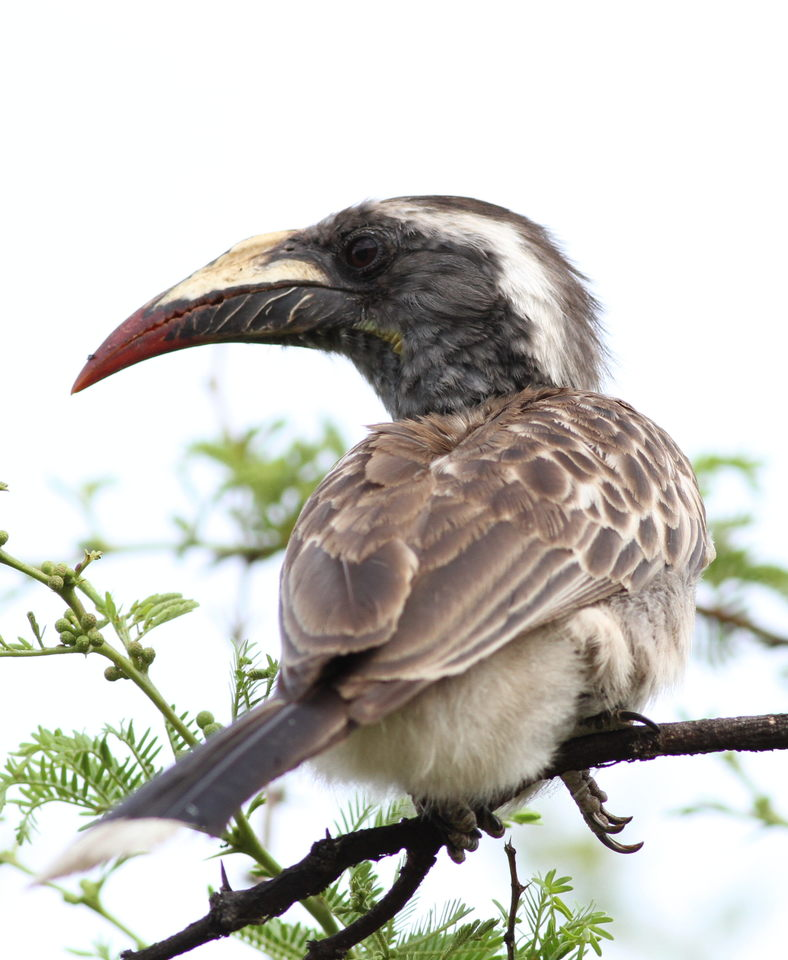
Grautoko, Weibchen, Pilanesberg-Nationalpark, Südafrika

Als Nisthöhle werden entweder eine Baumhöhle, in arideren Teilen des Verbreitungsgebietes nutzen Grautokos aber auch Felsspalten. Vereinzelt nutzen Grautokos auch die Nisthöhlen des Flammenkopf-Bartvogels, der diese in Termitenhügeln und Erdstellwänden anlegt.
Geeignete Baumhöhlen finden Grautokos unter anderem im Marula-Baum und anderen Bäumen der Gattung Sclerocarya, Akazien, Bäumen aus der Gattung der Langfäden, der Gattungen Deguelia, Lannea, Ebenholzbäume und Mopane. Die Nisthöhle befindet sich im Schnitt durchschnittlich vier Meter über dem Erdboden. Die Nisthöhlen werden gewöhnlich über mehrere Jahre genutzt.
Das Weibchen versiegelt den Eingang zur Nisthöhle mit ihren Fäkalien sowie Futterresten. Ausgepolstert wird die Nisthöhle mit Rindenstückchen und trockenen Blättern, die das Männchen insbesondere zu Beginn der Bebrütung heranträgt. Nistmaterial wird vom Männchen jedoch während der gesamten Brutdauer herangetragen.

#### Eiablage
Das Weibchen mauert sich in der Regel schon fünf bis elf Tage vor Beginn der Eiablage in der Nisthöhle ein. Das Gelege umfasste zwischen zwei und fünf Eier. Im Transvaal wurden in untersuchten Bruthöhlen durchschnittlich 4,3 Eier gefunden, in Namibia dagegen 3,9 Eier.
Der Legeabstand zwischen den einzelnen Eiern beträgt zwischen einem und sieben Tagen, typisch ist jedoch eine Ablage an jedem zweiten Tag. Die Nestlinge schlüpfen asynchron mit einem dem Legeabstand entsprechenden Schlupfabstand.

#### Entwicklung der Nestlinge

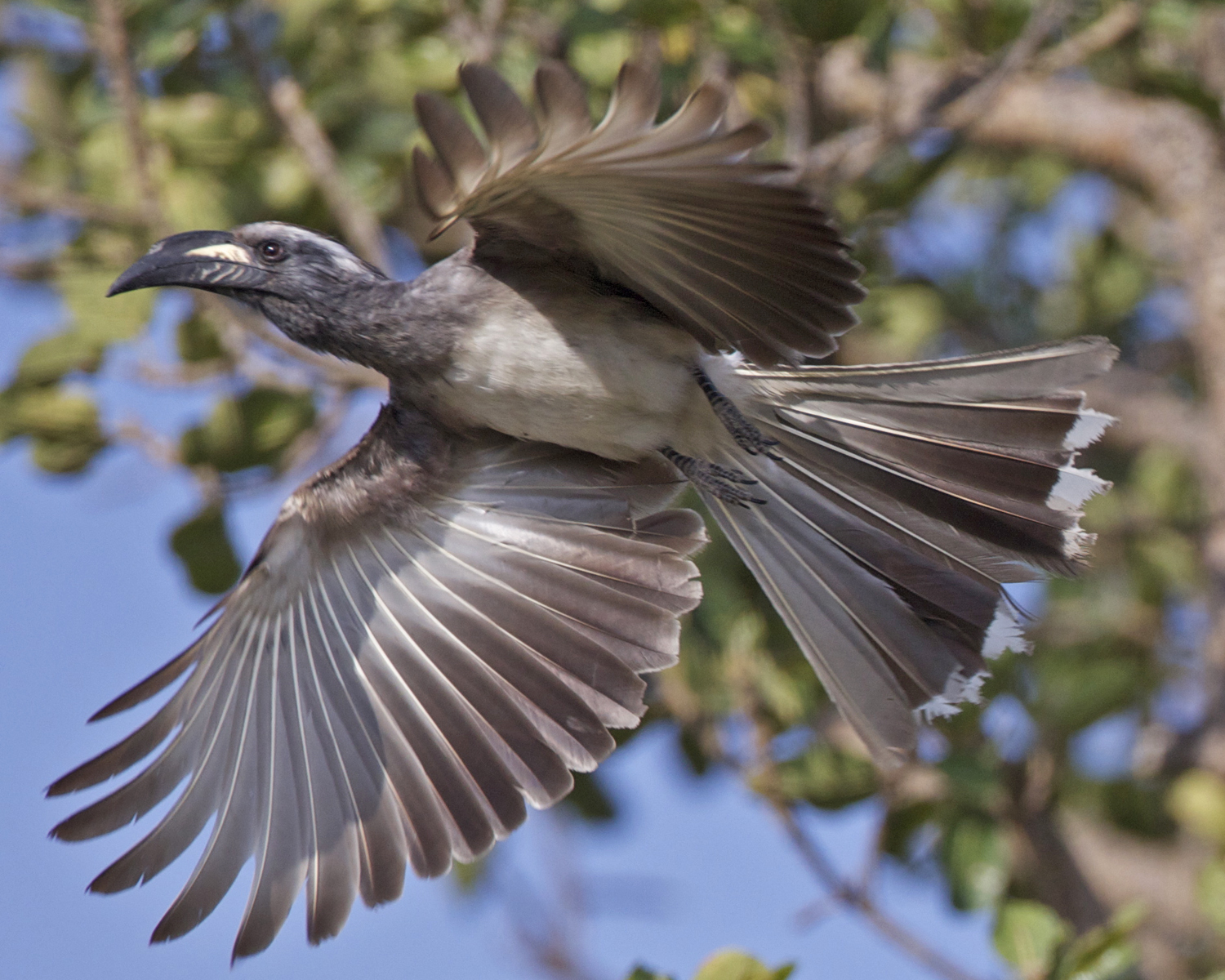
Grautoko im Flug

Die Nestlinge sind beim Schlupf nackt, blind und haben eine rosafarbene Haut. Sie wiegen zu dem Zeitpunkt zwischen 12 und 14 Gramm. Die tägliche Gewichtszunahme liegt zwischen 7 und 10 Gramm während der ersten vierzig Lebenstage.
Die Augen öffnen sich ab dem fünften Lebenstag, am 15. Lebenstag sind die Federkiele bereits durchgebrochen. Federn zeigen sich zuerst am Kopf, dem Hals und der Körperunterseite. Das Federkleid ist am 30. Lebenstag bereits sehr weit entwickelt und ist zu dem Zeitpunkt, zu dem sie die Bruthöhle verlassen, bereits vollständig. Allerdings wachsen die Schwingen und die Steuerfedern noch, wenn die Nestlinge bereits flügge sind.
Das Weibchen verlässt die Bruthöhle, wenn der älteste Nestling zwischen 19 und 34 Tage alt ist. Der jüngste Nestling ist dann mitunter erst 13 Tage alt. Die Nestlinge verschließen die Bruthöhle bis auf einen schmalen Spalt dann selbst. Nachdem sie die Bruthöhle verlassen hat, beteiligt sich das Weibchen an der Fütterung der Nestlinge. Nach dem Verlassen der Bruthöhle baumen die Jungvögel zunächst in Nähe der Bruthöhle auf und schließen sich später den Elternvögeln bei der Futtersuche an. Jüngere Nestlinge bleiben mitunter noch in der Bruthöhle zurück, selbst wenn ältere Nistgeschwister die Höhle bereits verlassen haben. Auch sie verschließen selbständig den Eingang zur Nisthöhle.

## Mortalitätsursachen
Nach Untersuchungen im Transvaal sind 91 Prozent aller Brutversuche auch erfolgreich, aus 56 Prozent der Eier werden auch Jungvögel flügge. Zu Verlusten des Geleges kann es kommen, wenn das Rindenwachstum des Nistbaums die Bruthöhle verschließt, bevor die Nisthöhle verlassen ist.
Lannerfalken schlagen gelegentlich Grautokos. Sie werden aber auch erfolgreich vom Fleckenadler (Hieraaetus ayresii) und vom Silberadler gejagt.

## Haltung
Grautokos werden gelegentlich in Zoologischen Gärten gezeigt. Sie haben dort bereits ein Alter bis zu 20 Jahren erreicht.

## Einzelbelege
1. ↑  Lophoceros nasutus in der Roten Liste gefährdeter Arten der IUCN 2016. Eingestellt von: BirdLife International, 2016. Abgerufen am 3. Oktober 2017.
2. 1 2  Kemp: The Hornbills – Bucerotiformes. S. 124.
3. ↑  Grauschnabeltoko auf Avibase, aufgerufen am 2. Oktober 2016
4. ↑  Rufe des Grautokos auf Xeno-Canto, aufgerufen am 2. Oktober 2016
5. 1 2 3  Kemp: The Hornbills – Bucerotiformes. S. 125.
6. 1 2 3 4 5 6 7 8  Kemp: The Hornbills – Bucerotiformes. S. 126.
7. 1 2 3  Kemp: The Hornbills – Bucerotiformes. S. 127.
8. ↑  Grummt, H. Strehlow (Hrsg.): Zootierhaltung Vögel. S. 548.